# Dentimargo eburneolus
Dentimargo eburneolus is een slakkensoort uit de familie van de Marginellidae. De wetenschappelijke naam van de soort is voor het eerst geldig gepubliceerd in 1834 door Conrad.